# 飛梅町
飛梅町（とびうめちょう）は、石川県金沢市の町名。丁目を持たない単独町名であり、住居表示未実施区域。

## 歴史
- 飛梅町の歴史は江戸時代前期に遡る。

## 小・中学校の学区
- 市立小・中学校に通う場合、学区は以下の通りとなる。
- 金沢市立小立野小学校
- 金沢市立紫錦台中学校

## 施設
- 金沢市立紫錦台中学校
- 北陸学院ウィン幼稚園（2003年3月廃園）

## 交通

### 道路
- 石川県道10号金沢湯涌福光線（小立野通り）

### バス
- 金沢ふらっとバス菊川ルート 飛梅町バス停

北鉄バス石引町バス停の小立野方向のりばも町内に位置する。

### 鉄道
- 北陸鉄道金沢市内線が1919年（大正8年）に開業したが、1967年（昭和42年）2月11日に全線廃止された。